# Ryszard Petru
Ryszard Jerzy Petru (* 6. července 1972 Vratislav) je polský ekonom a politik strany Nowoczesna. Je také předsedou Sdružení polských ekonomů.

## Biografie
Ryszard Petru studoval na Fakultě informatiky a managementu na Technické univerzitě ve Vratislavi. Je také absolventem Hlavní obchodní školy ve Varšavě. Během studií byl asistentem poslance Unie svobody Władysława Frasyniuka. Na základě doporučení svého lektora Leszka Balcerowicze začal pracovat v Centru pro sociální a ekonomický výzkum. Když se Balcerowicz ujal postu místopředsedy vlády a ministra financí, Petru se stal jeho poradcem v oblasti důchodové reformy.
Petru byl členem Unie svobody a za stranu neúspěšně kandidoval. V letech 2001–2004 pracoval jako ekonom ve Světové bance, kde byl zodpovědný za reformy veřejných financí, regionální politiky a investiční klima v Polsku a Maďarsku. Později pracoval v ostatních bankách, kde zastával vedoucí pozice.
Ryszard Petru se často účastní mediálních diskusí na hospodářská témata.
V lednu 2015 založil novu politickou stranu „Nowoczesna Ryszarda Petru“. V parlamentních volbách 25. října 2015 byl kandidátem ve Varšavě na první pozici stranické kandidátky. Ve volbách do Sejmu získal 129 088 hlasů a byl zvolen poslancem. Jeho strana získala čtvrté místo a 28 delegátů s 7,6 % hlasů.